# Crodino

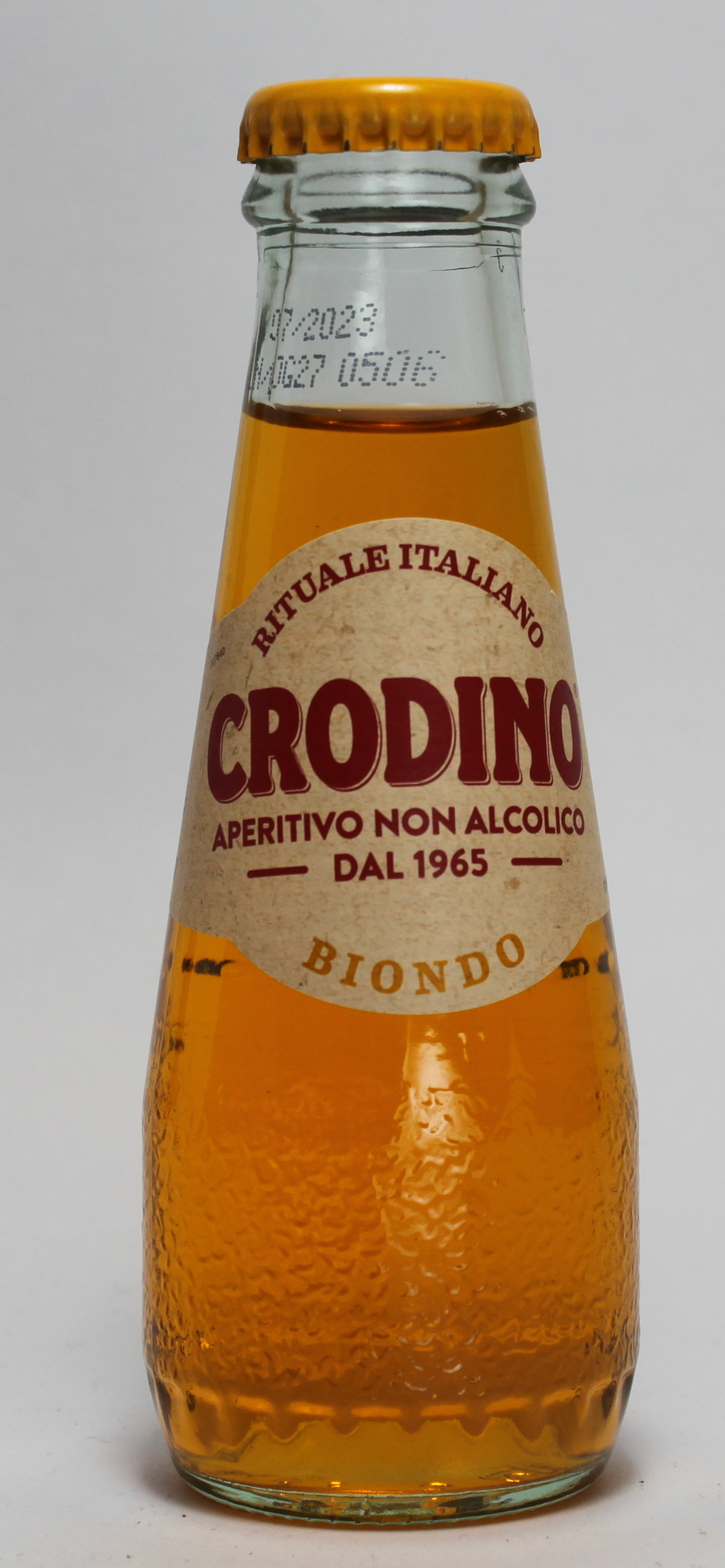
Crodino

Crodino ist ein italienischer alkoholfreier Aperitif. Das Getränk wird seit 1965 in Crodo hergestellt. Seit 1995 ist die Marke Teil der Davide Campari-Milano aus Mailand. Crodino gehört zu den erfolgreichsten Getränken in Italien.
Crodino ist ein Gemisch aus Wasser, Zucker, Extrakten aus Kräutern und Aromen, Kohlendioxid, Zitronensäure (E330), Salz und den Farbstoffen Zuckercouleur (E150 b) und Gelborange S (E110). Zu den bekannten Zutaten gehören Vanille, Orangenschale, Wermut, Ingwer, Muskatnuss, Kardamom, Gewürznelken und Koriander.

## Einzelnachweis
1. ↑  Eintrag Crodino Bitter 8x10cl bei https://www.codecheck.info/